# Laila Fawzi
Laila Fawzi (en árabe ليلى فوزي‎; 1923–2005), también llamada Leila Fawzi y Layla Fawzy, fue una actriz y modelo egipcia. Fue una de las pioneras del cine egipcio y protagonizó más de 85 películas y 40 series de televisión a lo largo de su carrera. En 1940 fue coronada Miss Egipto.

## Biografía
Fawzi nació en Turquía de padre egipcio y madre turca. Su padre era dueño de tiendas de telas en El Cairo, Damasco y Estambul. Ganó el concurso Miss Egipto en 1940 y recibió un pequeño papel en la película egipcia Wives Factory de Niazi Moustapha en 1941.
Fue el director Togo Mizrahi quien le confía desde 1942 un papel principal en Ali Baba y los cuarenta ladrones, luego en Vive les femmes al año siguiente, y en Nour Eddine y los tres marineros en 1944. Esto le permite convertirse en una de las estrellas de la época en el cine egipcio. Uno de sus grandes éxitos fue en la película de 1948 de Henry Barakat, Nuit tranquille (Sagua el lail), un melodrama romántico. 
Se casó tres veces; primero con su compañero actor y también egipcio Aziz Osman, seguido de Anwar Wagdi y finalmente con Galal Moawad.
Fawzi murió el 12 de enero de 2005.